# Pistius bhadurii
Pistius bhadurii là một loài nhện trong họ Thomisidae.
Loài này thuộc chi Pistius. Pistius bhadurii được miêu tả năm 1965 bởi Basu.